# Piellojaure (Jokkmokks socken, Lappland, 733257-168769)
Piellojaure är en sjö i Jokkmokks kommun i Lappland och ingår i Piteälvens huvudavrinningsområde. Sjön har en area på 0,184 kvadratkilometer och ligger 198 meter över havet.

## Delavrinningsområde
Piellojaure ingår i det delavrinningsområde (733214-168692) som SMHI kallar för Mynnar i Sikån. Medelhöjden är 221 meter över havet och ytan är 28,61 kvadratkilometer. Räknas de 14 avrinningsområdena uppströms in blir den ackumulerade arean 255,09 kvadratkilometer. Telebäcken (Kuorsjojåkkå) som avvattnar avrinningsområdet har biflödesordning 4, vilket innebär att vattnet flödar genom totalt 4 vattendrag innan det når havet efter 121 kilometer. Avrinningsområdet består mestadels av skog (77 procent) och sankmarker (14 procent). Avrinningsområdet har 0,28 kvadratkilometer vattenytor vilket ger det en sjöprocent på 1 procent.